# Кућа Михран
Кућа Михран или Кућа Мехран (средењеперсијски: 𐭬𐭨𐭥𐭠𐭭 ) била је водећа иранска племићка породица (шахрдаран), једна од Седам великих кућа Сасанидског персијског царства која је тврдила да потиче од раније династије Арсакида. Подружница породице формирала је линију Михранида краљева кавкаске Албаније и династију Хозроида из Картлија.

## Историја
Први пут се помиње у тројезичном натпису средином 3. Века н. е. на Каба-и Зороастри, а односи се на политичке, војне и верске активности Шапура I, другог сасанидског краља Ирана, породица је остала наследнa titula "марграви" од Раj-a током читавог периода Сасанида. Неколико чланова породице послужило је као генерали у римско-персијским ратовима, где се у грчким изворима једноставно спомињу као Михран или Μιρρανης, миранес. Заиста, Прокопије у својој Историји ратова сматра да је породично име Михран наслов који је еквивалентан генералу.
Угледни генерали из клана Михран били су: Перозије, персијски врховни заповедник током Анастасијевог рата и битке код Даре, Голон Михран, који се 572–573 борио против Византијаца у Јерменији, и Бахрам Чобин, који је предводио државни удар против Хозроја II и накратко узурпирао престо од 590 до 591, и Шахрбараз, заповедника за време последњег римско-персијског рата и узурпатор.
Током 4. века наводне гране ове породице стекле су круне трију кавкаских држава: Иберије (Хосроиди), Гогарене и Кавкаске Албаније / Гардмана (Михраниди).
Много касније династија Саманида која је владала већим делом Ирана у 9. и 10. веку тврдила је да потиче од Бахрама Чобина , а тиме и Михранове куће, мада је истинитост ове тврдње упитна.